# Saint-Martin-aux-Buneaux
Pour les articles homonymes, voir Saint-Martin.
Saint-Martin-aux-Buneaux est une commune française située dans le département de la Seine-Maritime en région Normandie.

## Géographie
Les 636 habitants de la commune vivent sur une superficie de 8 km2 à une moyenne d'altitude de 87 m.
Les habitants de Saint-Martin-aux-Buneaux sont appelés les Saint-Martinais, Saint-Martinaises.
| Manche                 | Manche                   | Veulettes-sur-Mer    |
| Sassetot-le-Mauconduit | Saint-Martin-aux-Buneaux | Auberville-la-Manuel |
|                        | Vinnemerville            | Butot-Vénesville     |

### Hydrographie
La commune est située dans le bassin Seine-Normandie. Elle n'est drainée par aucun cours d'eau,.

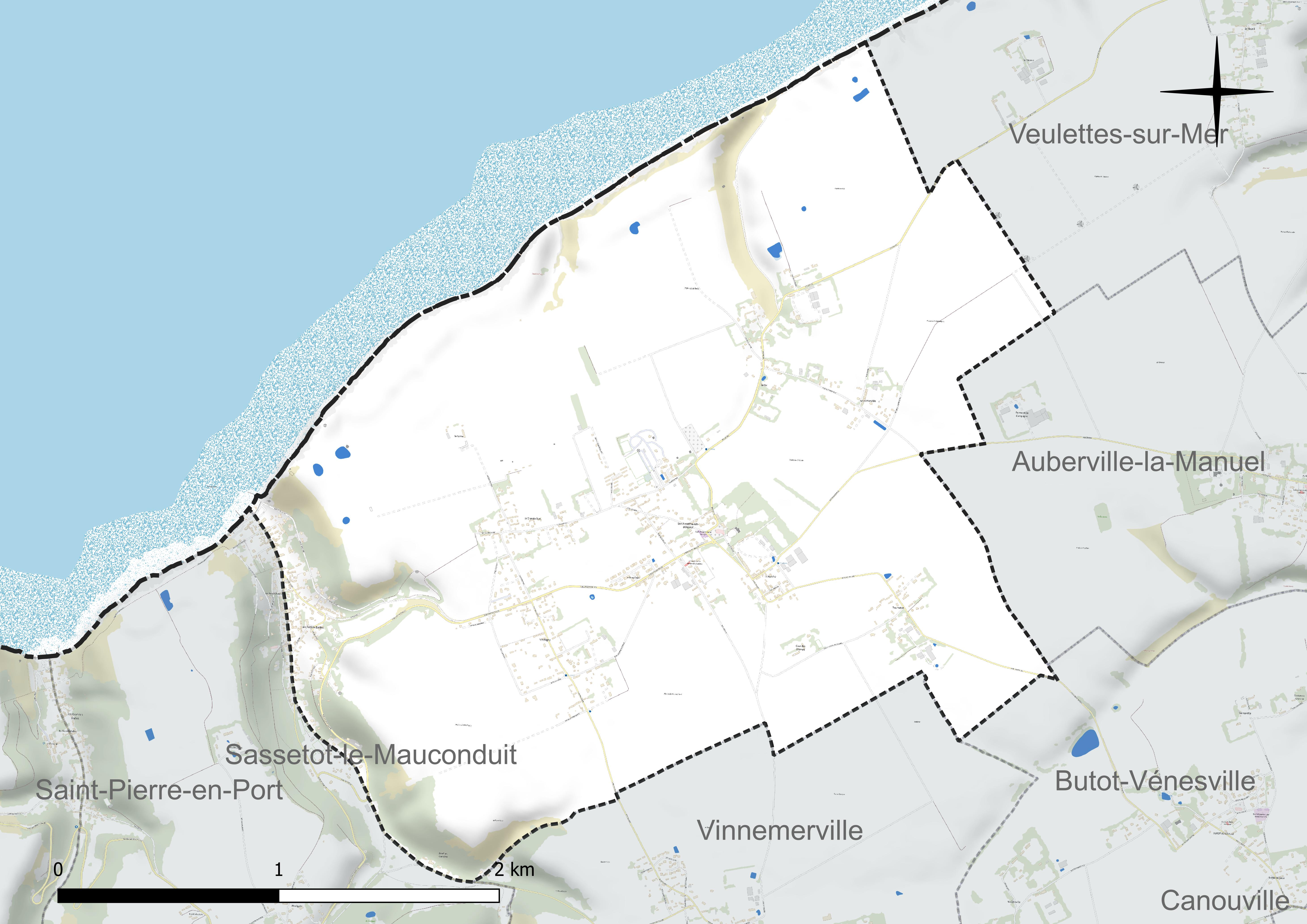
Réseau hydrographique de Saint-Martin-aux-Buneaux.

### Climat
Pour des articles plus généraux, voir Climat de la Normandie et Climat de la Seine-Maritime.
En 2010, le climat de la commune est de type climat océanique franc, selon une étude du CNRS s'appuyant sur une série de données couvrant la période 1971-2000. En 2020, Météo-France publie une typologie des climats de la France métropolitaine dans laquelle la commune est exposée à un climat océanique et est dans la région climatique Côtes de la Manche orientale, caractérisée par un faible ensoleillement (1 550 h/an) ; forte humidité de l’air (plus de 20 h/jour avec humidité relative > 80 % en hiver), vents forts fréquents. Parallèlement le GIEC normand, un groupe régional d’experts sur le climat, différencie quant à lui, dans une étude de 2020, trois grands types de climats pour la région Normandie, nuancés à une échelle plus fine par les facteurs géographiques locaux. La commune est, selon ce zonage, exposée à un « climat maritime », correspondant au Pays de Caux, frais, humide et pluvieux, légèrement plus frais que dans le Cotentin.
Pour la période 1971-2000, la température annuelle moyenne est de 10,4 °C, avec une amplitude thermique annuelle de 12,3 °C. Le cumul annuel moyen de précipitations est de 899 mm, avec 12,8 jours de précipitations en janvier et 8,6 jours en juillet. Pour la période 1991-2020, la température moyenne annuelle observée sur la station météorologique la plus proche, située sur la commune d'Ectot-lès-Baons à 27 km à vol d'oiseau, est de 10,8 °C et le cumul annuel moyen de précipitations est de 905,5 mm,. Pour l'avenir, les paramètres climatiques de la commune estimés pour 2050 selon différents scénarios d'émission de gaz à effet de serre sont consultables sur un site dédié publié par Météo-France en novembre 2022.

## Urbanisme

### Typologie
Au 1er janvier 2024, Saint-Martin-aux-Buneaux est catégorisée commune rurale à habitat dispersé, selon la nouvelle grille communale de densité à sept niveaux définie par l'Insee en 2022.
Elle est située hors unité urbaine et hors attraction des villes,.
La commune, bordée par la Manche, est également une commune littorale au sens de la loi du 3 janvier 1986, dite loi littoral. Des dispositions spécifiques d’urbanisme s’y appliquent dès lors afin de préserver les espaces naturels, les sites, les paysages et l’équilibre écologique du littoral, tel le principe d'inconstructibilité, en dehors des espaces urbanisés, sur la bande littorale des 100 mètres, ou plus si le plan local d’urbanisme le prévoit.

### Occupation des sols
L'occupation des sols de la commune, telle qu'elle ressort de la base de données européenne d’occupation biophysique des sols Corine Land Cover (CLC), est marquée par l'importance des territoires agricoles (86,3 % en 2018), une proportion sensiblement équivalente à celle de 1990 (86,5 %). La répartition détaillée en 2018 est la suivante : terres arables (71,5 %), zones urbanisées (11,5 %), prairies (10,5 %), zones agricoles hétérogènes (4,2 %), forêts (1,5 %), zones humides côtières (0,7 %). L'évolution de l’occupation des sols de la commune et de ses infrastructures peut être observée sur les différentes représentations cartographiques du territoire : la carte de Cassini (XVIIIe siècle), la carte d'état-major (1820-1866) et les cartes ou photos aériennes de l'IGN pour la période actuelle (1950 à aujourd'hui).

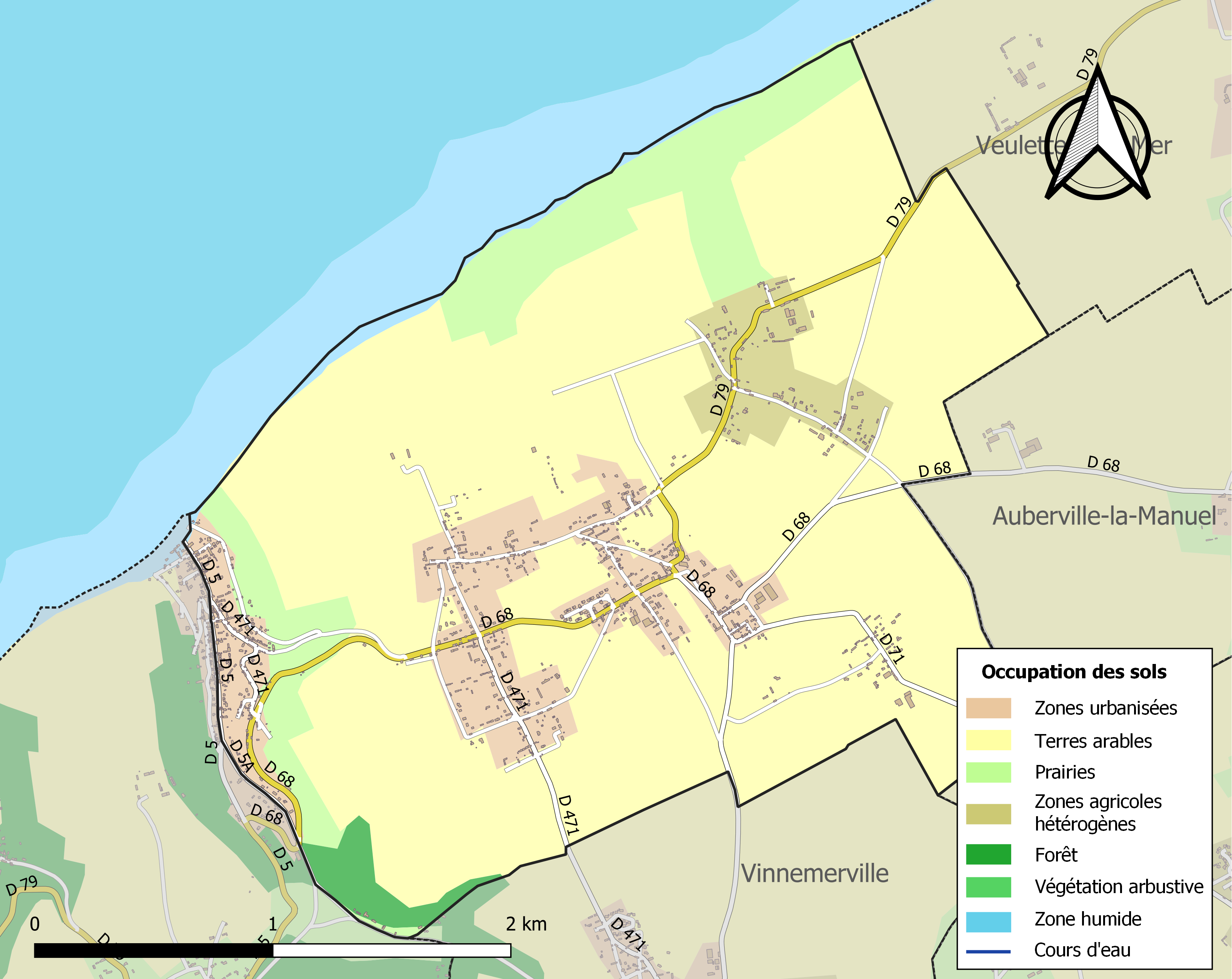
Carte des infrastructures et de l'occupation des sols de la commune en 2018 (CLC).

## Toponymie
Le nom de la localité est attesté sous les formes Sancti Martini ad Burneaus en  1235, In parrochia Sancti Martini as Burneaus en 1235, Sanctus Martinus as Burneaux vers 1240, Parrochia Sancti Martini ad Burneaus en 1262, Sanctus Martinus ad Burnellos en 1337, Saint Martin aux Bruneaux en 1406, Saint Martin as Burneaux en 1406 et en 1408, Saint Martin aux Bruneaux en 1414 et en 1433,.
Une famille seigneuriale, puissante sous les Capétiens, donna son nom à ce village, placé sous la protection de saint Martin de Tours : les Bunel, Burnel ou Buneaux possédèrent cette terre. Aussi dit-on en désignant cette terre seigneuriale : Saint Martin aux Bunel ou aux Buneaux.
Actuellement, l'appellation Saint-Martin est communément utilisée dans le langage oral.
Durant une courte période post-Révolution de 1789, la commune porta le nom de Saint-Martin-la Montagne-cy-devant-aux-Buneaux.

## Histoire
La population de ce bourg a singulièrement grandi en importance depuis quelques siècles. Sous Saint Louis, elle se composait de 100 familles environ et, sous Louis XV, on compta 350 feux. En 1820, l'annuaire de la Seine-Inférieure dénombrait 1 500 âmes. En 1866, il y avait 1 433 habitants.
Actuellement, environ 680 personnes résident dans cette commune dont un certain nombre composé de résidents secondaires. C'est ainsi que Pierre Bérégovoy, Premier ministre de François Mitterrand, possédait une maison dont il faisait sa résidence secondaire pour recevoir sa famille.

## Politique et administration
| Période                                  | Période                    | Identité       | Étiquette  | Qualité                                                  |
| ---------------------------------------- | -------------------------- | -------------- | ---------- | -------------------------------------------------------- |
| Les données manquantes sont à compléter. |                            |                |            |                                                          |
| 1935                                     |                            | Roquigny       |            |                                                          |
| 1962                                     |                            | André Girard   |            | Artisan-maçon                                            |
| Les données manquantes sont à compléter. |                            |                |            |                                                          |
|                                          | 1993                       | Pierre Georges | DVD        | Agriculteur Décédé en fonction                           |
| 1993                                     | juin 2019                  | Michel Viard   | PS puis SE | Agriculteur retraité, cousin du précédent Démissionnaire |
| juin 2019                                | En cours (au 10 août 2020) | Pierre Bazin   |            | Retraité SNCF Réélu pour le mandat 2020-2026,            |

## Démographie
L'évolution du nombre d'habitants est connue à travers les recensements de la population effectués dans la commune depuis 1793. Pour les communes de moins de 10 000 habitants, une enquête de recensement portant sur toute la population est réalisée tous les cinq ans, les populations de référence des années intermédiaires étant quant à elles estimées par interpolation ou extrapolation. Pour la commune, le premier recensement exhaustif entrant dans le cadre du nouveau dispositif a été réalisé en 2005.

En 2022, la commune comptait 636 habitants, en évolution de −3,93 % par rapport à 2016 (Seine-Maritime : +0,35 %, France hors Mayotte : +2,11 %).
| 1793  | 1800  | 1806  | 1821  | 1831  | 1836  | 1841  | 1846  | 1851  |
| ----- | ----- | ----- | ----- | ----- | ----- | ----- | ----- | ----- |
| 1 576 | 1 609 | 1 674 | 1 502 | 1 755 | 1 798 | 1 762 | 1 650 | 1 495 |

| 1856  | 1861  | 1866  | 1872  | 1876  | 1881  | 1886  | 1891  | 1896  |
| ----- | ----- | ----- | ----- | ----- | ----- | ----- | ----- | ----- |
| 1 415 | 1 437 | 1 433 | 1 477 | 1 491 | 1 364 | 1 355 | 1 318 | 1 229 |

| 1901  | 1906  | 1911  | 1921  | 1926  | 1931 | 1936 | 1946 | 1954 |
| ----- | ----- | ----- | ----- | ----- | ---- | ---- | ---- | ---- |
| 1 300 | 1 392 | 1 252 | 1 126 | 1 132 | 995  | 954  | 963  | 929  |

| 1962 | 1968 | 1975 | 1982 | 1990 | 1999 | 2005 | 2006 | 2010 |
| ---- | ---- | ---- | ---- | ---- | ---- | ---- | ---- | ---- |
| 893  | 749  | 680  | 696  | 590  | 600  | 661  | 659  | 671  |

| 2015 | 2020 | 2022 | - | - | - | - | - | - |
| ---- | ---- | ---- | - | - | - | - | - | - |
| 667  | 646  | 636  | - | - | - | - | - | - |

## Culture locale et patrimoine

### Lieux et monuments
- L'église Saint-Martin ;
- le monument aux morts dû à Maxime Real del Sarte (1925) ;
- la grotte des Petites-Dales (Dales : graphie ancienne) ;
- la plage des Petites-Dalles ;
- le Port (lieudit - communément appelé les Échelles), dorénavant inaccessible pour cause d'éboulement de la falaise ;
- le château de Saint-Martin-aux-Buneaux et son puits marin (non visitables) ;
- le hameau des Petites-Dalles est une station balnéaire ; ce hameau a son territoire sur deux communes : Saint-Martin-aux-Buneaux et Sassetot-le-Mauconduit.

### Personnalités liées à la commune
- Pierre Bérégovoy a eu une résidence secondaire à Saint-Martin-aux-Buneaux.
- Pierre Cardinal (1924-1998), metteur en scène, réalisateur et scénariste, est décédé et inhumé à Saint-Martin-aux-Buneaux, où il résidait.
- Pierre Blouin (1927-2015), diplomate, ancien ambassadeur ; décédé à Saint-Martin-aux-Buneaux.

### Héraldique
| Armes de Saint-Martin-aux-Buneaux | Les armes de la commune de Saint-Martin-aux-Buneaux se blasonnent ainsi : d’azur à la demi-barre à roue et à la demi-ancre accolées en chef à dextre et aux trois épis de blé et au bleuet en bouquet en pointe à senestre, le tout d’or, à la bordure du même, à la barre d’argent chargée d’une crosse de sable brochant sur le tout. |

## Pour approfondir